# Communauté de communes du Xaintois
La communauté de communes du Xaintois (CCX) est une ancienne communauté de communes française, qui était située dans le département des Vosges en région Lorraine.

## Histoire
Le 1er janvier 1966, les 9 communes de Biécourt, Blémerey, Boulaincourt, Chef-Haut, Frenelle-la-Petite, Oëlleville, Repel, Saint-Prancher et Totainville forment le « Syndicat intercommunal à vocation multiple du Xaintois ».
Le 1er janvier 1999, le syndicat est transformé en « Communauté de Communes du Xaintois » par arrêté préfectoral du 30 décembre 1998. La nouvelle structure intercommunale rassemble les mêmes communes que le syndicat avec en plus Frenelle-la-Grande.
Le 1er janvier 2014, la communauté de communes du Xaintois fusionne avec la communauté de communes du Pays de Mirecourt pour former une nouvelle communauté de communes éponyme,.

## Composition
Elle était composée de 10 communes :
- Biécourt
- Blémerey
- Boulaincourt
- Chef-Haut
- Frenelle-la-Grande
- Frenelle-la-Petite
- Oëlleville (siège)
- Repel
- Saint-Prancher
- Totainville

## Compétences

### Compétences obligatoires
- Aménagement de l’espace
- Développement économique

### Compétences optionnelles
- Protection et mise en valeur de l’environnement
- Politique du logement et du cadre de vie
- Construction, entretien et fonctionnement d’équipements culturels et sportifs et d’équipements de l’enseignement préélémentaire et élémentaire

### Compétences facultatives
- Développement des technologies de l’information, de la communication : participation financière pour l’accès à l’A.D.S.L.

## Administration
| Période         | Période          | Identité       | Étiquette | Qualité                             |
| --------------- | ---------------- | -------------- | --------- | ----------------------------------- |
| 19 janvier 1999 | 7 avril 2001     | Bernard Bazard |           | Maire de Oëlleville (1979-2001)     |
| 7 avril 2001    | 1er janvier 2014 | Patrick Husson |           | Maire de Boulaincourt (depuis 2001) |